# Against Wind and Tide: A Cuban Odyssey
Against Wind and Tide: A Cuban Odyssey ist ein US-amerikanischer Dokumentarfilm von  Jim Burroughs aus dem Jahr 1981.

## Handlung
Der Film behandelt die Mariel-Bootskrise, bei der etwa 125.000 Personen aus dem Staatsgebiet von Kuba nach Florida flohen. Gezeigt werden Archivaufnahmen aus Kuba wie auch Originalaufnahmen der Flüchtlingsschiffe sowie Interviews mit Geflüchteten. Es zeigt auch den Versuch von Burroughs nach Kuba zu gelangen, um Aufnahmen in den Häfen von Kuba zu machen, was jedoch zunächst am Kapitän des Schiffes scheitert. Ein zweiter Trip gelang aber, und so entstanden Originalaufnahmen am Hafen von Mariel.
Zurück in Florida gelingt es Burroughs auf eines der Flüchtlingsboote zu gelangen, wo einige Flüchtlinge interviewt werden konnten. Dem positiven Gedanken der Flüchtlinge stehen die Reaktionen von US-Präsident Jimmy Carter gegenüber, der seine Politik der offenen Tür bereut und Camps einrichtet, um dem Flüchtlingsstrom beizukommen. Die Camps werden schnell überfüllt. Presseberichte sprechen von „Homosexuellen“ und „Kriminellen“. Der Film stellt einige Flüchtlinge vor, darunter eine junge Frau, die zu ihrer Familie nach Kalifornien möchte. Auch einige tragische Schicksale werden vorgestellt, so ein Lehrer und ein Medizinstudent, die beide keine Paten finden können, die für sie bürgen und die daher abgeschoben werden. Auch US-amerikanische Rassisten werden gezeigt.

## Hintergrund
Der Film gehört zur „World Series“ von Public Broadcasting Service und wurde am 1. Juni 1981 erstmals ausgestrahlt.
Der Film wurde bei der Oscarverleihung 1982 als Bester Dokumentarfilm nominiert.